# Duff Gibson
Pour l’article homonyme, voir Gibson.
Duff Gibson, né le 11 août 1966 à Vaughan, est un skeletoneur canadien
Ancien membre de l'équipe canadienne de bobsleigh en tant que pousseur et patineur de vitesse, il se dirige vers le skeleton en 1998. Il obtient la médaille d'or aux  Jeux olympiques d'hiver de 2006 à Turin et devient ainsi l'athlète le plus âgé à obtenir une médaille d'or en individuel lors de Jeux olympiques d'hiver.

## Palmarès

### Jeux olympiques d'hiver
- Jeux olympiques de 2006 à Turin (Italie) :
  -  Médaille d'or.

### Championnats du monde de skeleton
- Médaille d'or : en 2004.
- Médaille de bronze : en 2005.

### Coupe du monde
- Meilleur classement au général : 2e en 2004.
- 9 podiums individuels : 2 victoires, 3 deuxièmes places et 4 troisièmes places.

#### Détails des victoires en Coupe du monde
| Édition   | Piste                   | Total |
| 2004-2005 | Sigulda Cesana Torinese | 2     |